# Edwin Zoetebier
Eduard Andreas Dominicus Hendricus Jozef Zoetebier známý jako Edwin Zoetebier (* 7. května 1970, Purmerend, Nizozemsko) je bývalý nizozemský fotbalový brankář. Mimo Nizozemska působil v Anglii.
Za sezónu 2001/02 získal ocenění Fotbalový brankář roku Nizozemska.
Je ženatý, manželka se jmenuje Jacqueline. Má dvě dcery: Sam a Christy.

## Klubová kariéra
V profesionální kopané působil v letech 1988–2008 v týmech FC Volendam, Sunderland AFC, Feyenoord, Vitesse, PSV Eindhoven a NAC Breda.

S Feyenoordem vyhrál Pohár UEFA 2001/02, ve finále vychytal výhru 3:2 nad německým týmem Borussia Dortmund.